# Nueve cuentos
Nueve cuentos es una colección de relatos cortos del escritor estadounidense J. D. Salinger. El libro incluye dos de los relatos más famosos del autor, Para Esmé, con amor y sordidez y Un día perfecto para el pez banana, protagonizado este último por Seymour Glass, el mayor de los hermanos Glass.

## Relatos incluidos
- Un día perfecto para el pez banana
- El tío Wiggly en Conecticut
- Justo antes de la guerra con los esquimales
- El hombre que ríe
- En el bote
- Para Esmé, con amor y sordidez
- Linda boquita y verdes mis ojos
- Teddy
- El periodo azul de Daumier-Smith

- Datos: Q795062